# Morti nel 1992/Marzo
| Questa pagina contiene informazioni ricavate automaticamente dalle voci biografiche con l'ausilio del template Bio e di un bot. L'aggiornamento è periodico e automatico e ricostruisce completamente la pagina. Se manca una persona in questa lista, sei pregato di non aggiungerla, ma accertati piuttosto che la sua voce biografica contenga il template Bio e che i dati anagrafici siano correttamente compilati. Se il template Bio manca, inseriscilo tu stesso o, in alternativa, metti l'avviso {{tmp\|Bio}} che ne segnala la mancanza. Se i dati riportati sono sbagliati, correggi direttamente la voce biografica; le modifiche saranno visibili in questa lista entro pochi giorni. Per chiarimenti vedi il progetto biografie. La lista contiene solo le 123 persone che sono citate nell'enciclopedia e per le quali è stato implementato correttamente il template Bio. Pagina aggiornata al 3 mar 2024. |

- 1º marzo - David Stone Martin, artista statunitense (n. 1913)
- 1º marzo - Aldo Riguccini, pittore, scultore e designer italiano (n. 1913)
- 1º marzo - Sergio Stefanutti, ingegnere aeronautico italiano (n. 1906)
- 1º marzo - Abla bint Tahar, principessa marocchina (n. 1909)
- 2 marzo - Robert Clatworthy, scenografo statunitense (n. 1911)
- 2 marzo - Sandy Dennis, attrice statunitense (n. 1937)
- 2 marzo - Adolfo Sarti, politico italiano (n. 1928)
- 3 marzo - Robert Beatty, attore canadese (n. 1909)
- 3 marzo - Laurent Henric, calciatore francese (n. 1905)
- 3 marzo - Lella Lombardi, pilota automobilistica italiana (n. 1941)
- 3 marzo - Dante Maggio, attore italiano (n. 1909)
- 4 marzo - Néstor Almendros, direttore della fotografia e regista spagnolo (n. 1930)
- 4 marzo - Art Babbitt, animatore, regista e attivista statunitense (n. 1907)
- 4 marzo - Evgenij Evstigneev, attore sovietico (n. 1926)
- 4 marzo - Mario Lazzaroni, calciatore italiano (n. 1907)
- 4 marzo - Armando Monasterio, politico, partigiano e sindacalista italiano (n. 1909)
- 4 marzo - Sándor Veress, etnomusicologo e compositore ungherese (n. 1907)
- 5 marzo - Salwa Salem, scrittrice e attivista palestinese (n. 1940)
- 5 marzo - Eduardo Airaldi Rivarola, cestista, allenatore di pallacanestro e arbitro di pallacanestro peruviano (n. 1922)
- 5 marzo - Karin Hardt, attrice tedesca (n. 1910)
- 5 marzo - Giuseppe Olmo, ciclista su strada, pistard e imprenditore italiano (n. 1911)
- 6 marzo - Elvia Allman, attrice e doppiatrice statunitense (n. 1904)
- 6 marzo - Primo Arzilli, fantino italiano (n. 1912)
- 6 marzo - Roberto Lerici, editore, commediografo e sceneggiatore italiano (n. 1931)
- 6 marzo - Maria Helena Vieira da Silva, pittrice portoghese (n. 1908)
- 7 marzo - János Aknai, calciatore ungherese (n. 1908)
- 7 marzo - Olga Dickie, attrice britannica (n. 1900)
- 7 marzo - Asaf Messerer, ballerino e coreografo sovietico (n. 1903)
- 7 marzo - Nikolaj Šatov, sollevatore sovietico (n. 1909)
- 8 marzo - Red Callender, contrabbassista e suonatore di tuba statunitense (n. 1916)
- 8 marzo - Elve Fortis de Hieronymis, artista e scrittrice italiana (n. 1920)
- 8 marzo - Gian Emilio Piazza, calciatore italiano (n. 1914)
- 9 marzo - Menachem Begin, politico bielorusso (n. 1913)
- 9 marzo - Silviu Bindea, calciatore rumeno (n. 1912)
- 9 marzo - Monty Budwig, contrabbassista statunitense (n. 1926)
- 9 marzo - Erminio Criscione, criminale italiano (n. 1955)
- 9 marzo - Reinhard von Koenig-Fachsenfeld, designer tedesco (n. 1899)
- 9 marzo - Franco Margola, compositore italiano (n. 1908)
- 10 marzo - Vladimir Ivković, pallanuotista jugoslavo (n. 1929)
- 10 marzo - Antonia Locatelli, religiosa italiana (n. 1937)
- 10 marzo - Enrico Mollo, ciclista su strada italiano (n. 1913)
- 10 marzo - Jackie Mudie, calciatore e allenatore di calcio scozzese (n. 1930)
- 10 marzo - Krasimira Bogdanova, cestista bulgara (n. 1949)
- 11 marzo - László Benedek, regista, sceneggiatore e produttore cinematografico ungherese (n. 1905)
- 11 marzo - Richard Brooks, regista, sceneggiatore e scrittore statunitense (n. 1912)
- 11 marzo - Gianni Carrara, fondista italiano (n. 1929)
- 11 marzo - David Carroll, attore e cantante statunitense (n. 1950)
- 11 marzo - Francesco Fossa, imprenditore e politico italiano (n. 1921)
- 11 marzo - Gianluigi Negri, calciatore italiano (n. 1935)
- 11 marzo - Eddie Sadowski, cestista statunitense (n. 1915)
- 12 marzo - Girolamo Bartolomeo Bortignon, vescovo cattolico italiano (n. 1905)
- 12 marzo - Max Catto, scrittore e drammaturgo britannico (n. 1907)
- 12 marzo - Salvo Lima, politico italiano (n. 1928)
- 13 marzo - Giuseppe Biscottini, giurista italiano (n. 1909)
- 13 marzo - Amerigo Clocchiatti, partigiano, politico e sindacalista italiano (n. 1911)
- 13 marzo - Irmã Dulce, religiosa brasiliana (n. 1914)
- 13 marzo - Franco Ferracuti, criminologo, psicologo e psichiatra forense italiano (n. 1927)
- 13 marzo - Osvaldo Reig, biologo e paleontologo argentino (n. 1929)
- 13 marzo - Marcella Valeri, attrice italiana (n. 1919)
- 14 marzo - Ralph James, attore statunitense (n. 1924)
- 14 marzo - Jean Poiret, attore e sceneggiatore francese (n. 1926)
- 14 marzo - Wee Willie Smith, cestista statunitense (n. 1911)
- 14 marzo - Arthur Studenroth, mezzofondista statunitense (n. 1899)
- 15 marzo - Pietro Bucalossi, oncologo e politico italiano (n. 1905)
- 15 marzo - Helen Deutsch, sceneggiatrice e giornalista statunitense (n. 1906)
- 15 marzo - Sergio Guerri, cardinale e arcivescovo cattolico italiano (n. 1905)
- 15 marzo - Deane Montgomery, matematico statunitense (n. 1909)
- 16 marzo - Giovanni Cattozzo, calciatore italiano (n. 1925)
- 16 marzo - Shirley Pitts, criminale britannica (n. 1934)
- 17 marzo - Jack Arnold, regista cinematografico statunitense (n. 1916)
- 17 marzo - Harald Halvorsen, allenatore di calcio, calciatore e pattinatore di velocità su ghiaccio norvegese (n. 1898)
- 17 marzo - Monika Mann, scrittrice tedesca (n. 1910)
- 18 marzo - Sven Backström, architetto e urbanista svedese (n. 1903)
- 18 marzo - Jack Kelsey, calciatore gallese (n. 1929)
- 18 marzo - Mario Landi, regista e attore italiano (n. 1920)
- 19 marzo - Cesare Danova, attore italiano (n. 1926)
- 19 marzo - Ed Prentiss, attore statunitense (n. 1908)
- 20 marzo - George Whelan Anderson Jr., militare e diplomatico statunitense (n. 1906)
- 20 marzo - Lina Bo Bardi, architetta e designer italiana (n. 1914)
- 20 marzo - Georges Delerue, compositore francese (n. 1925)
- 20 marzo - Bruno Lavagnini, grecista, bizantinista e traduttore italiano (n. 1898)
- 20 marzo - Nino Stresa, sceneggiatore italiano
- 20 marzo - Armando Testa, pubblicitario, disegnatore e animatore italiano (n. 1917)
- 21 marzo - John Ireland, attore canadese (n. 1914)
- 21 marzo - John Sheehan, chimico statunitense (n. 1915)
- 22 marzo - William Aucamp, pallanuotista sudafricano (n. 1932)
- 22 marzo - Arthur Cronquist, botanico statunitense (n. 1919)
- 22 marzo - Melissa Stribling, attrice britannica (n. 1926)
- 23 marzo - Jože Borštnar, politico e militare sloveno (n. 1915)
- 23 marzo - Friedrich von Hayek, economista e sociologo austriaco (n. 1899)
- 23 marzo - Curt Keller, calciatore francese (n. 1918)
- 23 marzo - Achille Mazza, militare italiano (n. 1940)
- 25 marzo - Nancy Walker, attrice e regista statunitense (n. 1922)
- 26 marzo - Bruno Cassinari, pittore e scultore italiano (n. 1912)
- 26 marzo - Tranquillo Marangoni, incisore italiano (n. 1912)
- 26 marzo - Rihei Sano, calciatore giapponese (n. 1912)
- 27 marzo - Archimede Cirinnà, pittore e scultore italiano (n. 1908)
- 27 marzo - Anita Colby, modella e attrice statunitense (n. 1914)
- 27 marzo - Franz Lenhart, pittore e disegnatore austriaco (n. 1898)
- 27 marzo - James E. Webb, funzionario statunitense (n. 1906)
- 28 marzo - Spirydion Albański, calciatore e allenatore di calcio polacco (n. 1907)
- 28 marzo - Marcel Josserand, micologo francese (n. 1900)
- 28 marzo - Maurice Teynac, attore francese (n. 1915)
- 28 marzo - Willard Tibbetts, mezzofondista statunitense (n. 1903)
- 28 marzo - Egidio Umer, calciatore italiano (n. 1912)
- 29 marzo - Guido Bustelli, politico e militare svizzero (n. 1905)
- 29 marzo - Ercole Foschini, calciatore italiano (n. 1905)
- 29 marzo - William L. Hendricks, militare e produttore cinematografico statunitense (n. 1904)
- 29 marzo - Paul Henreid, attore austro-ungarico (n. 1908)
- 29 marzo - George Musey, vescovo cattolico statunitense (n. 1928)
- 29 marzo - John Spencer, VIII conte Spencer, nobile britannico (n. 1924)
- 29 marzo - Eberhard Waechter, baritono austriaco (n. 1929)
- 30 marzo - Manolis Andronikos, archeologo greco (n. 1919)
- 30 marzo - Gilles Barbedette, scrittore, traduttore e attivista francese (n. 1956)
- 30 marzo - Maurizio Corgnati, regista cinematografico, regista televisivo e critico d'arte italiano (n. 1917)
- 30 marzo - Luigi De Laurentiis, produttore cinematografico italiano (n. 1917)
- 30 marzo - Amédée Fournier, ciclista su strada e pistard francese (n. 1912)
- 30 marzo - Andrea Gusmai, pittore italiano (n. 1902)
- 30 marzo - Gerhard Gustmann, canottiere tedesco (n. 1910)
- 30 marzo - Harold LeVander, politico statunitense (n. 1910)
- 30 marzo - Winnie Shaw, tennista britannica (n. 1947)
- 31 marzo - Aurelio Garobbio, giornalista svizzero (n. 1905)
- 31 marzo - Zenon Różycki, cestista polacco (n. 1913)